# (19175) Peterpiot
(19175) Peterpiot ist ein Asteroid des mittleren Hauptgürtels, der am 2. August 1991 von dem belgischen Astronomen Eric Walter Elst am La-Silla-Observatorium der Europäischen Südsternwarte in Chile (IAU-Code 809) entdeckt wurde.
Der Asteroid wurde am 8. Oktober 2014 nach Peter Piot benannt, einem belgischen Arzt und Mikrobiologen, der unter anderem Mitentdecker des Ebolavirus ist.